# Palazzo Sturzo
Il Palazzo Sturzo è un edificio di Roma, situato nel quartiere Europa, su piazzale Luigi Sturzo.

## Storia
Opera dell'architetto Saverio Muratori, fu costruito tra il 1955 e il 1958.
Fino al 1992, insieme al Palazzo Cenci-Bolognetti di piazza del Gesù, fu una delle più importanti sedi della Democrazia Cristiana: ospitò la sede centrale del partito.
L'edificio, a pianta chiusa, è caratterizzato da otto piani, un cortile interno, una sala conferenze che può ospitare fino a 300 persone, un ampio porticato che delimita tutto il palazzo, distribuiti su una superficie di 53.000 metri cubi.
L'ingresso principale si affaccia su piazza Luigi Sturzo, ma sono presenti anche due entrate laterali, una su via dell'Urbanistica e l'altra su via dell'Astronomia.
Palazzo Sturzo è stato venduto dai rappresentanti del Partito Popolare Italiano nel 2005, per far fronte ai molti debiti che avevano contratto, al costruttore Raffaele Di Mario, per un valore di 34 milioni di euro.
Il costruttore ha poi rivenduto nella stessa giornata l'immobile a una società al prezzo di 52 milioni di euro.
È stato utilizzato per rappresentare la sede del Comando della Guardia di Finanza durante le riprese della serie televisiva Il Capitano.